# 占·米沙毅爾·舒利
占·米沙毅爾·舒利（Jean Michaël Seri，1991年7月19日—），生於科特迪瓦格蘭德貝雷比，科特迪瓦足球運動員，司職中場，現效力於英冠球會侯城。

## 球員生涯
舒利生於科特迪瓦西南部城市格蘭德貝雷比，年輕時加入由杜莫羅在2001年開設的科特迪瓦足球學院，並於2007年7月在非洲體育開始球員生涯。直到2010年1月展開職業球員生涯，加盟國內最成功的球會ASEC米莫薩，並用了僅一個賽季來證明自己，成為該國最好的球員之一。
2012年11月2日，舒利在給球探留下深刻印象後，轉會葡萄牙超級聯賽球會波圖，但是他加盟後未能在佔一隊席位，因此被迫參與波圖的預備組。並在2013年首5個月的19場葡甲聯賽中錄得一球。
2013年8月31日，在結束在波圖外借後兩個月，舒利免費轉會葡超球會費利拿，並與球會簽訂三年協議。他在2013年9月14日作客以1–3不敵賓菲加的聯賽中首次亮相。2014年3月2日，他在主場3–1擊敗馬里迪莫聯賽中，在54分鐘取得加盟後的首個入球，並帶領費利拿離開護級區。在效力費利拿期間，舒利的傳球能力和控制比賽節奏的能力，讓他成為球迷的喜愛。結果費利拿在2014/15賽季聯賽排名第8，同時，法甲球會尼斯在其他大球會注意到前，迅速簽下舒利。
2015年6月11日，舒利正式以100萬歐元轉會費加盟尼斯，2015年8月8日，他在2015/16賽季的法甲首場聯賽中首次亮相，可是結果尼斯主場以1–2敗給摩納哥，2015年9月27日，他在作客4–1擊敗聖伊天的聯賽中，在第53分鐘取得加盟後的首個入球。
2018年7月，舒利加盟富咸，合同为期四年，富咸可以选择续约一年。

## 國際賽生涯
舒利總共為科特迪瓦U23國家隊上陣三場，全部都在摩洛哥舉行的2011年非洲U23錦標賽中，在對南非，埃及和加蓬國家隊時都踢足全場，結果科特迪瓦在B組中排名第三出局。
2014年2月27日，舒利首度獲科特迪瓦國家隊徵召，參與對比利時國家隊的國際友誼賽，結果他在整場賽事中都擔任後備，2015年9月6日，舒利在對塞拉利昂的2017年非洲國家盃資格賽中，首度代表科特迪瓦於國際A級賽亮相，在踢足全場下科特迪瓦以0–0賽和對手。舒利在三場非洲國家盃C組賽事中上陣兩場，結果科特迪瓦在C組中排名第三出局。2015年11月17日，他在主場3–0擊敗利比里亞的世界盃外圍賽第二圈第二回合中，於第64分鐘取得首個國際A級賽入球。

## 外部連結
- Jean Michaël Seri （页面存档备份，存于）
- Jean Michaël Seri （页面存档备份，存于）
- Jean Michaël Seri （页面存档备份，存于）